# Spyglass, Inc.
Spyglass, Inc. (бывший тикер NASDAQ SPYG) — бывшая компания-разработчик программного обеспечения для Интернета, находившаяся в Шампейне, штат Иллинойс.
Основана в 1990 году как ответвление Иллинойского университета в Урбане-Шампейн с целью коммерциализации и поддержки технологий Национального центра суперкомпьютерных приложений (NCSA). В течение нескольких лет он сосредоточился на инструментах визуализации данных, таких как графические пакеты и механизмы 3D-рендеринга.
Известность компания получила благодаря своей версии веб-браузера Mosaic.

## Mosaic
В мае 1994 года Spyglass лицензировала NCSA Mosaic за несколько миллионов долларов с целью разработки собственного веб-браузер.
Spyglass предлагала для загрузки версию с 30-дневным пробным периодом, но по факту пользователи так и не получали полную версию продукта. Компания лицензировала код для перепродавцов, или поставлявших немодифицированный Spyglass Mosaic (например, O’Reilly and Associates), или использовавших этот код как базу для своих браузеров (например, CompuServe, IBM и Ipswitch). Microsoft Internet Explorer также получил в соответствии с лицензией исходный код Spyglass Mosaic.
Spyglass перенесла Mosaic не только на основные платформы, но и на такие платформы, как Nintendo 64 для системы SharkWire Online.

### Войны браузеров
Корпорация Netscape Communications, соучредителем которой является Марк Андреессен, выпустила свой браузер Netscape Navigator в октябре 1994 года, и вскоре стала лидером индустрии веб-браузеров. Microsoft осознала потенциал Netscape Navigator и, желая как можно скорее войти в браузерную игру, решила лицензировать уже существующий браузер, вместо того, чтобы начать его создание с нуля.
После проигрыша Microsoft переговоров за браузер AOL BookLink в ноябре 1994 года, наступило продолжение их переговоров с Spyglass. В 1995 году Microsoft лицензировала Mosaic от Spyglass в качестве основы для Internet Explorer 1.0, выпущенного как дополнение к Windows 95, включённое программный пакет Microsoft Plus!. Сделка предусматривала получение Spyglass базовой ежеквартальной платы за лицензию Mosaic и роялти от доходов Microsoft от Internet Explorer.
Впоследствии объединия Internet Explorer с Windows (Microsoft не получала прямых доходов от IE), Microsoft заплатила только минимальную квартальную плату, на что в 1997 году Spyglass пригрозила Microsoft аудитом по контракту, в ответ на что Microsoft согласилась на 8 миллионов долларов США.
Все версии Internet Explorer вплоть до Internet Explorer 7, выпущенного 18 октября 2006 года, признавали Spyglass лицензиаром кода браузера IE. Окно «О программе» в этих версиях содержало текст «англ. Distributed under a licensing agreement with Spyglass, Inc.».

## Веб-сервер
Ещё одним продуктом Spyglass был веб-сервер для Unix и Windows NT, по-разному называвшийся Spyglass Server или Server SDK. В марте 1995 года компания объявила о нём, доступен он стал в июле 1995 года. Как и сервер от Netscape, уже доступный в то время на рынке, Spyglass Server имел интерфейс прикладного программирования. Но эти серверные платформы имели существенное различие в подходе к безопасности: в Spyglass использовался протокол защищенной передачи гипертекста (SHTTP), а в Netscape использовался собственный протокол защищенных сокетов (SSL). Сервер от Spyglass так же как и браузер компания не предлагала как розничный продукт, её сервер лицензировался сторонними производителями. Крупнейшим лицензиатом была корпорация Oracle.

## Конец корпорации
26 марта 2000 года OpenTV выкупила Spyglass в рамках обмена акциями на сумму 2,5 миллиарда долларов. Приобретение было завершено 24 июля 2000 года. В рамках сделки OpenTV получили не только Mosaic, встроенный веб-браузер, но и систему доставки и преобразования контента Prism.